# Edificio Abelias
El edificio Abelias fue la sede principal del Banco Popular Español y su centro de procesamiento de datos (CDP).

## Diseño
El edificio consta de una superficie de 22 600 m² sobre rasante y 31 500m² bajo rasante distribuidas en 6 plantas, planta baja y tres plantas de garajes. La fachada es modular en zona de oficinas con pasarela de mantenimiento y doble piel de tubos cerámicos y fachada colgada en zona de espina. El edificio cuenta con un sistema de control de iluminación integral tanto de los estores como intensidad de luminarias. La estructura tiene unas luces entre pilares de 13x7.80m resolviéndose técnicamente mediante una losa de 30 cm de espesor postesada, permitiendo disponer de espacios diáfanos dentro del área de oficinas. 
El edificio Abelias obtuvo en 2013 la certificación sostenible LEED Oro del US Green Building Council.